# Johan Fredrik Theodoor van Valkenburg
Johan Fredrik Theodoor van Valkenburg (Amsterdam, 31 maart 1877 - aldaar, 3 juni 1975) was advocaat en procureur, bestuurder en de allerlaatste persoon die in de Nederlandse adel werd verheven.

## Familie
Van Valkenburg was lid van de Haarlemse regentenfamilie Van Valkenburg. Hij was een zoon van advocaat mr. Cornelis Constantijn van Valkenburg (1848-1877) en Agatha van Gilse (1849-1931). Hij trouwde in 1909 met Sjoerdtje Catharina Fockema (1887-1945); hij trouwde in 1946 met Jacqueline Jeannette barones Mackay (1899-1979). Uit het eerste huwelijk werden vier kinderen geboren, onder wie jhr. mr. Cornelis Constantijn van Valkenburg (1910-1984).

## Leven en werk
Na zijn studie rechten was Van Valkenburg advocaat tussen 1900 en 1945. Vanaf 1900 had hij ook zijn eerste nevenfunctie, namelijk secretaris van de Militieraad van Amsterdam. Hij was daarnaast onder andere ook lid van het bestuur van de Inrichting voor Ooglijders te Amsterdam, lid van het Burgerlijk Armbestuur en regent van het Burgerweeshuis.

### Adelsgunst
Van Valkenburg werd op 31 maart 1939 verheven in de Nederlandse adel. Hij bleek de allerlaatste persoon aan wie deze gunst te beurt viel. In 1953 besloot de regering, nadat dus sinds deze adelsgunst van 1939 geen verheffing meer had plaatsgevonden, geen personen meer in de adel te verheffen. Daarna vonden alleen nog inlijvingen plaats (afgezien van adelsbesluiten aangaande leden van de koninklijke familie). 
Voor leden van families die gedurende enkele generaties voor 1795 regenten in Nederlandse steden waren geweest, was een adelsverheffing overigens niet ongebruikelijk; die verheffingen vonden plaats op eigen verzoek.
Jhr. mr. J.F.Th. van Valkenburg was Officier in de Orde van Oranje-Nassau en overleed in 1975 op 98-jarige leeftijd.